# Cyathea squamulosa
Cyathea squamulosa là một loài thực vật có mạch trong họ Cyatheaceae. Loài này được (I. Losch) R.C. Moran mô tả khoa học đầu tiên năm 1991.